# Tatort: Summ, Summ, Summ
Summ, Summ, Summ ist ein Fernsehfilm aus der Fernseh-Kriminalreihe Tatort. Der Film wurde vom WDR produziert und am 24. März 2013 nahezu gleichzeitig von den Sendern Das Erste, ORF 2 und SRF 1 ausgestrahlt. Er ist die 867. Folge der Tatort-Reihe, der 23. Fall mit dem von Axel Prahl und Jan Josef Liefers dargestellten Ermittlerduo Thiel und Boerne. Regie führte Kaspar Heidelbach, das Drehbuch schrieben zum zehnten Mal die beiden Drehbuchautoren Stefan Cantz und Jan Hinter.

## Handlung
Kommissar Thiel ist mit der Aufklärung des Mordes an der Bremer Journalistin Claudia Schäffer beschäftigt, die in einem Müllcontainer auf dem Parkplatz eines Großmarktes tot aufgefunden wurde. In ihrer Jackentasche wird eine Ehrenkarte für ein Konzert von Roman König gefunden, einem Schlagerstar, der für seine Schmuselieder bekannt ist und den Damen reihenweise den Kopf verdreht. Doch sowohl der Sänger als auch seine Managerin Ina Armbaum bestreiten, die Frau gekannt zu haben. Seine weiblichen Fans rechnen es ihm hoch an, dass er sich liebevoll um seine im Koma liegende Frau kümmert. Einige übertreiben es mit ihrer Zuneigung jedoch; so wird Roman König z. B. von der jungen Stalkerin Christiane Stagge verfolgt, die ihm mit ihrem Wohnmobil quer durch das Land nachreist. Für ihr Idol hat sie sogar ihren Beruf aufgegeben und gibt in einem Onlinetagebuch intime Einblicke in ihre Emotionen.
Rechtsmediziner Karl-Friedrich Boerne muss seine Wohnung kurzfristig verlassen, nachdem er bei einem Großeinkauf zwei hochgiftige Bananenspinnen eingeschleppt hat. Auch Thiel muss die Wohnung wegen der Spinnen verlassen und zieht vorübergehend im Haus seines Vaters ein. Boerne zieht derweil ins Hotel und logiert dort in der Honeymoon-Suite, direkt neben dem Schlagerstar. Er kann den Hype um die seiner Meinung nach minderwertigen Texte des Schlagersängers nicht nachvollziehen und ist zunächst genervt, kurz darauf jedoch mehr als angetan, als sie die gemeinsame Liebe zur Musik Richard Wagners entdecken: König hört nämlich in seinem Hotelzimmer eine historische Aufnahme; es handelt sich, wie Boerne nach wenigen Sekunden des Hinhörens fachkundig feststellt, um eine Aufnahme von 1935 mit Lotte Lehmann unter dem Dirigenten Bruno Walter.
Doch als Manni Pleuger, ein Bandkollege von König aus früheren Rock-Zeiten, der mit Herbert Thiel befreundet ist, im Hotel auftaucht, wird schnell klar, dass dieser noch eine Rechnung mit dem Schlagersänger offen hat. Denn der neueste Hit von König ist nachweislich von Pleuger und der fordert nun unter Drohungen seine Rechte ein. Im April 1987 spielte Manni Pleuger seinem Bandkollegen König ein Demoband vor, das nach Einschätzung Königs wenig Potential hatte, so dass es im Bandarchiv in seinem Berliner Wohnhaus verschwand und nicht veröffentlicht wurde. Durch einen Einbruch in Königs Haus bringt Pleuger das Demoband in seinen Besitz, um Tantiemen von König zu erpressen, der Pleugers Komposition mit einem deutschsprachigen Text versehen hat und in den Charts erfolgreich platzieren konnte. König ist jedoch nicht gewillt, den Forderungen nachzukommen. Unterdessen bricht Christiane Stagge nachts in Herbert Thiels Haus ein, wo Pleuger während seines Aufenthalts in Münster wohnt, um das Demoband in ihren Besitz zu bringen und für eigene Zwecke gegen König zu nutzen.
Kurz darauf liegt König tot in seinem Hotelzimmer. Jemand, der Kenntnis von seiner Bienengiftallergie hatte, hat ihn höchstwahrscheinlich durch den Stich einer Honigbiene außer Gefecht gesetzt und ihn dann mit einem Kissen erstickt. Wie sich herausstellt, hatte König unzählige Liebschaften. Claudia Schäffer wusste davon und wollte diese Tatsache publik machen. Sie drohte König sogar, ihm eine Vergewaltigungsklage anzuhängen. Doch König selbst wäre nie zu einem Mord fähig gewesen, das erledigte seine Managerin, um ihn zu schützen. Als er ihr dann jedoch die Kündigung präsentierte, weil er genug von ihrer besitzergreifenden Art hatte, ergriff sie die Gelegenheit: Nachdem Christiane Stagge König durch den Stich einer Biene hilflos gemacht hatte, erstickte Ina Armbaum den auf seinem Bett liegenden Mann mit einem Kissen.

## Hintergrund
Der Film wurde in Münster, auf dem Petersberg bei Königswinter, in Köln und den jeweiligen Umgebungen gedreht. Die Dreharbeiten begannen am 25. September 2012 und endeten am 26. Oktober 2012. Roland Kaiser, der in Münster lebt, feierte mit der Rolle Roman König sein Debüt als Schauspieler. Ursprünglich war für Kaiser lediglich ein kurzer Cameo-Auftritt in der Folge eingeplant, letztlich wurde dieser Auftritt jedoch zu einer vollständigen Rolle ausgebaut. Trotzdem bezeichnet Kaiser nach eigener Aussage seine Beteiligung am Film als „Mitwirkender“ und nicht als „Schauspieler“, da er den professionellen Schauspielberuf sehr ernst nehme. Der Auftritt mit seiner Band wurde am 1. Oktober 2012 in Münster im Jovel gedreht, das Roland Kaiser dem Filmteam als Drehort empfohlen hatte. Für die dortigen Aufnahmen waren zwischen 120 und 230 Statisten als Publikum anwesend, die aus 130.000 Anrufern aus dem gesamten Bundesgebiet von WDR 4 ausgelost worden waren. Weitere Aufnahmen entstanden am Abend desselben Tages am Prinzipalmarkt, wo am Stadthausturm die Szenen gedreht wurden, die nach dem Konzertauftritt Königs spielen. Der eingangs des Films gezeigte Einkauf und Leichenfund wurde an einem Großmarkt an der Rolshover Straße in Köln-Poll gedreht. Bei dem Hotel, in dem König und Boerne sowie später auch Thiel wohnen, handelt es sich um das Bundesgästehaus und Steigenberger Grandhotel Petersberg bei Königswinter.
Der Film hatte am 19. März 2013, fünf Tage vor seiner Fernseh-Erstausstrahlung, im Cineplex Münster mit vier ausverkauften Vorstellungen Premiere, die vom Filmservice Münster.Land, dem WDR sowie den Münsterschen Filmtheaterbetrieben präsentiert wurde. Die Darsteller Roland Kaiser, Mechthild Großmann und Ulrike Krumbiegel, der Regisseur Kaspar Heidelbach, der ARD-Tatort-Koordinator und WDR-Fernsehfilmchef Gebhard Henke, die Colonia Media-Produzentin Sonja Goslicki sowie der Münsteraner Oberbürgermeister Markus Lewe waren bei der Vorführung anwesend.  Am 24. März 2013 war der Film erstmals im Fernsehen zu sehen.
Im Vorspann wird dieser Tatort mit „Summ summ summ“ ohne zusätzliche Kommata betitelt. Die Namensgebung folgt dem Titel eines der beliebtesten deutschen Kinderlieder Summ, summ, summ von August Heinrich Hoffmann von Fallersleben aus dem Jahr 1835.
Für den Film komponierte Roland Kaiser den Musiktitel „Egoist“, der im Film zu hören ist.
Für ihre Rolle konnte Fritzi Haberlandt auf Erfahrungen aus ihrer Jugend zurückgreifen. Sie habe in den 1990er Jahren nach eigener Aussage für Sinéad O’Connor geschwärmt und sich bei ihren Schwärmereien gar den Kopf rasiert.
In der Folge wurde mehrfach mit Tieren vor der Kamera gearbeitet. Es wurde mit titelgebenden Bienen gedreht, die in der Folge im Garten von Herbert Thiel zu finden sind. Da die Dreharbeiten im Herbst stattfanden und Bienen gewöhnlich ihren Bienenstock nur dann verlassen, wenn das Wetter trocken und nicht zu kalt ist, war das Verhalten der Insekten nur schwer einzuschätzen.
Ebenso wurde mit Spinnen gedreht. Nach Boernes Großeinkauf krabbeln aus einer Bananenkiste zwei giftige Bananenspinnen. Für die Dreharbeiten der Folge Summ, Summ, Summ wurden anstatt hochgiftiger Bananenspinnen jedoch zwei Vogelspinnen vor der Kamera eingesetzt, da diese Spinnen noch nicht giftig sind, solange sie jung sind. Da Vogelspinnen jedoch auch für ihre Artgenossen gefährlich werden können, wurden die beiden Tiere am Set nie gleichzeitig eingesetzt. Sämtliche Szenen, in denen beide Spinnen gemeinsam zu sehen sind, wurden daher nachträglich montiert. In einer Szene wird aus einem Artikel über die Bananenspinne aus dem fiktiven Internetlexikon Toxipedia vorgelesen. In Wirklichkeit stammen mehrere der zu vernehmenden Sätze wörtlich aus dem Artikel der Wikipedia.
Vor der Ausstrahlung warf der Onlinemediendienst Meedia die Frage auf, inwiefern der Folge Summ, Summ, Summ Details aus dem Leben von Jörg Kachelmann zugrunde lägen. Das Onlineportal führte die im Film ermordet aufgefundene Journalistin Claudia Schäffer gegenüber der Radiomoderatorin Claudia D. aus dem Kachelmann-Prozess, den Seidenschal als fiktive Mordwaffe gegenüber dem von Claudia D. während des Prozesses als Markenzeichen getragenen Seidenschal sowie den in beiden Fällen im Raum stehenden Vergewaltigungsvorwurf als Parallelen zwischen der Tatort-Handlung und dem Kachelmann-Prozess an. Die Drehbuchautoren Stefan Cantz und Jan Hinter dementierten gegenüber dem Focus, dass die Tatort-Folge genannte Anspielungen enthalte, und betonten, dass die Übereinstimmungen zufälliger Natur seien. Christian Buß interpretierte sie in seiner von Spiegel Online veröffentlichten Filmkritik dennoch als intendierte Anspielungen auf Kachelmann, ebenso wie Carsten Heidböhmer vom Stern.
Nach der Ausstrahlung der Folge Summ, Summ, Summ wurde Ende März 2013 in den Medien über einen möglichen Ausstieg von Axel Prahl aus dem Münster-Tatort berichtet. Hintergrund war, dass der damalige Vertrag zwischen Prahl und dem WDR 2014 endete. Gegenüber der Bild am Sonntag äußerte sich Prahl entsprechend: „Bis 2014 laufen die Verträge, dann sehen wir, wie es weitergeht.“ Der Klamaukfaktor des Münsteraner Tatorts sei für Prahl ausschlaggebend: „Wenn ich das Gefühl habe, da kommt nichts Gutes mehr, denke ich an einen würdigen Ausstieg.“ Die Presse mutmaßte, Prahl und Liefers würden aus der Fernsehreihe angesichts der Kritik an der Folge Das Wunder von Wolbeck trotz Einschaltquoten, die sich weiterhin unter den Spitzenrängen der Fernsehreihe platzieren, aussteigen wollen. Dies bewahrheitete sich nicht. Vielmehr erschienen seitdem pro Jahr mindestens ein weiterer Tatort mit den beiden.
Die Audiodeskription des Films wurde 2014 für den deutschen Hörfilmpreis in der Kategorie Fernsehen nominiert.

## Rezeption

### Einschaltquoten
Mit 12,99 Millionen Zuschauern in Deutschland und einem durchschnittlichen Marktanteil von 34,1 Prozent war Summ, Summ, Summ die erfolgreichste Tatort-Folge seit der Episode Stoevers Fall im Jahr 1992. Auch beim jüngeren Publikum zwischen 14 und 49 Jahren erreichte die Ausstrahlung den ersten Platz mit 28,8 Prozent Marktanteil und einer Reichweite von 4,23 Millionen Zuschauern. Sie übertrumpfte damit Til Schweigers kurz zuvor ausgestrahlte Debüt-Folge Willkommen in Hamburg vom 10. März 2013. Vor der Erstausstrahlung räumte WDR-Leiter Gebhard Henke bei der Premiere im Münsteraner Cineplex ein, dass die von Schweiger erreichte Zuschauerzahl von 12,57 Millionen Zuschauern „doch wie ein kleiner Stachel im Fleisch sitzt“. Um der Folge Summ, Summ, Summ zu ermöglichen, den Quotenrekord für den Münsteraner Tatort zurückzugewinnen, organisierte Daniel Ringhoff über Facebook einen Quoten-Flashmob. Die Erstausstrahlung lief in nicht sehr starker Konkurrenz parallel zur Ausstrahlung einer Verfilmung von Rosamunde Pilcher sowie zu Wiederholungen von Ice Age 3 – Die Dinosaurier sind los und Die Rückkehr der Jedi-Ritter.
In Österreich wurden bei der Erstausstrahlung 719.000 Zuschauer erreicht und damit eine durchschnittliche Reichweite von 10 % sowie ein Marktanteil von 23 % erzielt.
Bei einer Wiederholung im Ersten am Ostersonntag, dem 12. April 2020, hatte der Film eine Reichweite von 7,36 Millionen Zuschauern.

### Kritiken
Der Film wurde von den Kritikern gemischt bewertet, dabei jedoch von der überwiegenden Anzahl der Kritiker positiv gesehen. Positiv wurde zumeist die schauspielerische Leistung  Roland Kaisers sowie der Darstellerinnen hervorgehoben. Darüber, ob die Folge vermag, Spannung aufkommen zu lassen, waren sich die Kritiker ebenso uneinig wie hinsichtlich der Schauspielleistung der Hauptermittler. Auch der Humor der Folge polarisierte erneut. Ebenfalls gemischt wurde die Arbeit der Drehbuchautoren aufgefasst, die – worin die meisten Kritiker übereinstimmten – sich weitestgehend an bewährte Konzepte des Münsteraner Tatorts halten würden. Bei den ausschließlich negativ ausfallenden Urteilen ließen sich kaum Gemeinsamkeiten der Kritiker finden.

#### Überwiegend positive Kritiken
„Die Gagdichte ist hoch, die Spannung dagegen nicht. Da helfen auch keine giftigen Bananenspinnen, die für Entsetzen sorgen“, urteilt die Redaktion von TV Spielfilm. Der Film sei „dennoch ein Quotensuperhit bei der Erstausstrahlung“.
Rainer Tittelbach attestiert der Episode, sie verfolge „konsequent die bewährte Richtung“ der Münsteraner Tatort-Folgen. Dabei kämen „Witz, Satire und popkulturelle Bedeutung“ nicht zu kurz. Die Dialoge fielen „wild und witzig“ aus, die Erzählung sei „flüssig“ und komme „mit allerhand filmimmanenten Bezügen“ daher. „Klare, wiederkehrende, attraktive Handlungsorte“ machten den Film aus. „Visuell gut gelungen ist auch der Konzert-Auftritt“, denn „in vielen Filmen wirkt so etwas oft eher peinlich“. „Es hat sich gelohnt, einen echten Schlagersänger zu verpflichten.“ Doch auch „Ulrike Krumbiegel, Fritzi Haberlandt, Petra Kleinert oder Guntbert Warns sind eine Klasse für sich“. Kaspar Heidelbachs Arbeit sei gelungen, „edel das (Hotel-)Ambiente, elegant die Kamera, flüssig die Montage“. Tittelbachs Fazit lautet: „Alles ist eine Nummer besser: stimmiger, schneller, hinterfotziger – was auch am Ensemble liegt!“ Insgesamt vergab Tittelbach viereinhalb von sechs möglichen Sternen.
Sabine Heinrich von 1 Live vertritt die Meinung, die Ermittler seien „wieder sehr gut drauf“. Lokalzeit-Reporterin Anna-Lotta Liss vom WDR hält den Film Summ, Summ, Summ aufgrund des größeren Lokalkolorits für „besser“ als die zuvor als zehnjähriges Fernsehjubiläum des Ermittlerduos ausgestrahlte Episode Das Wunder von Wolbeck.
Nach Urteil von Kathrin Hartz aus der Redaktion der Münsterschen Zeitung ist die Folge „spannend, unterhaltsam“ und enthält „gewohnt markige Dialoge zwischen dem Ermittlerduo Frank Thiel und Gerichtsmediziner Karl-Friedrich Boerne, ohne dass eine gute Geschichte auf der Strecke“ bleibe. „Dass auch in ‚Summ, Summ, Summ‘ die Produzenten mit Münsterkulisse geizen, stört bei der dichten und mit unterhaltsamen Verstrickungen versehen Story nicht wirklich.“
Roland Kaiser „schlägt sich nicht schlecht“, urteilt die Deutsche Presse-Agentur; auch Axel Prahl lobte, Kaiser sei „das Spiel mit der Kamera gewohnt“. Fritzi Haberlandts Darstellung der Stalkerin falle „genial“ aus und sorge „für Gänsehaut-Feeling“. Durch den „alt bewährten Schlagabtausch zwischen Boerne und Thiel wird auch aus diesem Münster-‚Tatort‘ eine runde Sache“, so dass die Folge „sehenswert“ sei.
SpotOn urteilt, die Hauptermittler „präsentieren sich mal wieder in Höchstform“. „Der verbale Schlagabtausch der in Hassliebe verbundenen Kollegen ist ein Genuss und die achtbeinigen Auslöser, zwei hochgefährliche Bananenspinnen, eine ungewöhnliche Idee“, daher „lohnt es sich, am Sonntag einzuschalten“, da „auch die anderen Nebenschauplätze“ gut gewählt seien. Ebenso sei die Besetzung gelungen, bei der Roland Kaiser zwar eine „weniger sympathisch“ wirkende Figur spiele, diese jedoch „auf eine sehr angenehme Weise“ interpretiere. Darüber hinaus wurde insbesondere die Darstellung von Fritzi Haberlandt gelobt.
Die Folge Summ, Summ, Summ sei „köstlicher Nonsens“ und enthalte alles, was die Münsteraner „Folgen so liebenswert macht: witzige Wortgefechte, Situationskomik, skurrile Szenen und eine herrlich-überdrehte Krimihandlung“, freut sich Carsten Heidböhmer aus der Redaktion des Stern. „Gleich der Einstieg trägt die typisch Münstersche Handschrift – und setzt das Team in größtmöglichen Kontrast zu dem harten Großstadtkrimi à la Hamburg“. Für die von Roland Kaiser gezeigte Schauspielkunst ist Heidböhmer voll des Lobes: „Großartig, wie Roland Kaiser diesen Künstler verkörpert, der durchaus Parallelen zu seiner eigenen Karriere aufweist und doch weit darüber hinausgeht: König ist ein bisschen Kaiser, ein bisschen Kachelmann, ein bisschen Kunstfigur.“ Der Münster-Tatort treibe mit der Folge „sein Erfolgsrezept auf die Spitze“, indem er „die große Welt ganz klein“ werden lässt, so dass „in diesem künstlichen Klein-Universum […] der Snob Boerne und der Schlagersänger König beste Freunde werden“ können. Zwar sei der Fall an sich „mal wieder herrlich sinnfrei, ganz so, wie es der Titel ‚Summ, Summ, Summ‘ vermuten lässt“, doch „niemand in Deutschland kriegt diesen Nonsens besser hin als Thiel und Boerne“, weswegen der „Punktsieg für Münster“ zu Recht den Titel „‚Tatort‘-König“ mit dieser Folge zurück in die Westfalen-Metropole bringe.
Der Redaktion von quotenmeter.de gefällt, dass der Münster-Tatort mit der Folge Summ, Summ, Summ seinem Erfolgskonzept treu bleibe, indem „der Kriminalfall wieder einmal eher schmückendes Beiwerk als dramaturgischer Dreh- und Angelpunkt der Folge“ sei, auch wenn er sich dabei „haarscharf an den Rand“ des „Willing Suspense of Disbelief“ begebe. Das Drehbuch legt „die Prioritäten glasklar auf das gewohnt Komödiantische – und fährt damit gewohnt gut, auch wenn die neue Folge verglichen mit vorherigen vielleicht ein wenig unspektakulär daherkommen mag“. Die verbalen „Schlagabtausche“ zwischen den Protagonisten sowie die „sehr liebevoll mit netten, aber nicht überkandidelten Schrullen“ ausgestatteten Nebenfiguren sowie die „Topform“ von Kempter, Großmann und Urspruch führten dazu, dass die Folge „lustig statt staatstragend, humoristisch statt blutig“ daherkomme und damit „nach der Hamburger Leichenfledderei und dem Leipziger Terrorismus-Plot der letzten Wochen ein wohltuender Kontrast“ sei.

#### Überwiegend negative Kritiken
Jakob Biazza aus der Online-Redaktion des Focus urteilte: „Fälle interessieren in Münster ja schon länger keinen mehr. Die rauben nur Zeit für das sich selbst besäftelnde Gelaber von Boerne und Thiel. Die neue Folge treibt das tantige Duo zu neuen Höhen – zum Soundtrack von Roland Kaiser.“ Da der Münster-Tatort jedoch „auf das seltsame Genre ‚Schmunzel-Krimi‘ gebucht“ sei, könne der Episode etwas abgewonnen werden, obwohl „die Geschichte fehlt“. Da „die Drehbuchautoren aber wirklich nur noch auf das tantige, gegenseitige Beömmeln der beiden Antipoden setzen, wird das Gelaber unerträglich“, urteilt Biazza. Er teilt die Meinung vieler Filmkritiker, dass die Darstellung von Fritzi Haberlandt „so grandios einsilbig“ sei, „dass es eine schaurige Freude ist“, rät aber dennoch vom Einschalten ab.
Christian Buß von Spiegel Online vertrat die Meinung, in der Folge Summ, Summ, Summ werde – gemäß der Vorgabe „komm, wir schunkeln uns zum Quotenhit“ – „die übliche Gag-Kanonade abgefeuert“, so dass der Münster-Tatort „inzwischen leider selbst wie ein schaler Schlager“ wirke. Für das Drehbuch sei „eigentlich ein ganz pfiffiger Plot aus der Welt des Musikgeschäfts“ geschrieben worden, räumt Buß ein, dieser sei jedoch auf „vorhersehbare Art in Szene gesetzt“ worden. Die Episode vermöge sich nicht von den bisherigen Münsteraner Folgen abzuheben und spielt nach Einschätzung von Buß erneut „immer die gleiche Leier beim Münsteraner ‚Tatort‘“, deren Filmmacher „mit ihrer Kunst arg in die Jahre gekommen“ seien und ihre Hoffnung auf Quotenerfolg einzig auf die „lustigen Sidekicks“ setzten. Das komödiantische Potential der Folge sei „vor zehn Jahren mal witzig“ gewesen, mutmaßt Buß; „nach der immer gleichen Formel zusammengerührt“, wirke dieses Konzept jedoch „inzwischen nur noch wie ein schaler Schlager“. Buß schließt seine Kritik mit den Worten: „Soll der Münsteraner ‚Tatort‘ noch weitere zehn Jahre bestehen, wäre ein bisschen Rock’n’Roll nicht schlecht.“
Detlef Hartlap urteilte für die Prisma: „besonders die Frauen haben schöne Momente“ unter den Darstellern der Folge. Darunter werden insbesondere Mechthild Großmann, Ulrike Krumbiegel als „geplagte Managerin“, Fritzi Haberlandt, die „halb Stalkerin, halb Premium-Groupie“ verkörpere, sowie Petra Kleinert für ihre darstellerische Leistung hervorgehoben, wobei Hartlap Letztgenannte anerkennend als „pfundige Reihenhauspflanze“ bezeichnet. „Bei so einer Damen-Gala“ haben es die Herren Prahl und Liefers nach Einschätzung von Hartlap schwer, sich in Szene zu setzen, obwohl sie „die besten Schauspieler auf dem weiten Feld der Tatorte“ seien. Für einen erfolgreichen Auftritt benötigten diese üblicherweise lediglich „gepfefferte Dialoge“, um mit einer „Situationskomik, die nicht jedes Mal fünf Meter Anlauf braucht“, punkten zu können. „Beides bleibt ihnen diesmal verwehrt“, und auch für die Rolle von Claus Dieter Clausnitzer „fällt dem Drehbuch nichts Originelles ein“, bedauert Hartlap, was dazu führt, dass die Folge als „ein leider sehr im ‚Summ, Summ, Summ‘ vertönender Tatort“ daherkomme. Im Fazit sei die Folge „nicht spannend genug, um ein Krimi zu sein, nicht bekloppt genug, um Münster zu sein“.
„Trotz der Beteuerungen des Regisseurs musste man […] enttäuscht sein“, da abgesehen von „ein paar Sekunden Prinzipalmarkt“ die Zuschauer kaum weitere Drehorte „als münsterisch identifizieren“ können, resümierte Johannes Loy von den Westfälischen Nachrichten. Darüber hinaus war Loy von der schauspielerischen Leistung Kaisers angetan, die „wirklich gut“ sei. „Er spielte natürlich und beiläufig, ein Unterschied zu seinen professionellen Kollegen war nicht sichtbar“, urteilte Loy. Diese Meinung teilte seine Kollegin Karin Völker, deren Urteil zufolge „Roland Kaiser […] als Verdächtiger und Leiche […] eine denkwürdige Doppelrolle abgab“. Die Handlung enthielt nach Loys Urteil „flotte Sprüche“ sowie „eine etwas krude Mischung aus Eifersuchtsdrama, Insektenallergie, Stalking und enttäuschter Liebe“. Loys Fazit lautet: „Es gab schon bessere Münster-Tatorte. Vor allem: Es muss wieder mehr Münster rein. Sonst ist’s kein Münster-Tatort mehr.“

### Zuschauerreaktionen
Die Folge polarisierte das Publikum weitaus weniger als die zuvor ausgestrahlte Münsteraner Tatort-Folge Das Wunder von Wolbeck. Abgedruckte Leserbriefe in den lokalen Tageszeitungen wiesen erneut eine negative Tendenz auf und warfen dem Team des WDR vor, nichts aus der Kritik zur vorherigen Tatort-Folge aus Münster gelernt zu haben – obwohl zum Zeitpunkt der Ausstrahlung der Folge Das Wunder von Wolbeck die Dreharbeiten zur Episode Summ, Summ, Summ bereits abgeschlossen waren. Dass im direkten Vergleich zum vorherigen Münster-Tatort weniger stadtfremde Szenen zu identifizieren waren, wurde wohlwollend angemerkt, obwohl sich die Szenen mit Münsteraner Fassaden auf eine einzige Szene am Stadthausturm reduzieren ließen. Roland Kaiser erhielt nahezu durchgängig positive Resonanz auf seine schauspielerische Leistung.
Einer nicht repräsentativen Umfrage der Münsterschen Zeitung zufolge, bei der 506 Stimmen hinsichtlich der Frage „Wie fanden Sie den Münster-Tatort?“ abgegeben wurden, antworteten 51,4 % mit Der Tatort hat mir richtig gut gefallen, 27,9 % mit Ich bin vom Gespann Thiel/Boerne enttäuscht, 12,7 % fanden Til Schweiger war letzte Woche besser und 8,1 % gaben an, die Folge nicht gesehen zu haben.

## Trivia
In der Münsteraner Tatortfolge Der Mann, der in den Dschungel fiel kommt Boerne in einer kurzen Szene erneut auf den Fall Roman König zu sprechen, da dort ebenfalls ein Opfer eine heftige allergische Reaktion auf Bienengift zeigt.